# Asprothrips seminigricornis
Asprothrips seminigricornis är en insektsart som först beskrevs av Girault 1926.  Asprothrips seminigricornis ingår i släktet Asprothrips och familjen smaltripsar. Inga underarter finns listade i Catalogue of Life.